# Collendina elanora
Collendina elanora är en insektsart som beskrevs av Otte, D. och R.D. Alexander 1983. Collendina elanora ingår i släktet Collendina och familjen Mogoplistidae. Inga underarter finns listade i Catalogue of Life.